# Ретайо, Брюно
Брюно́ Дание́ль Мари́ Поль Ретайо́ (фр. Bruno Daniel Marie Paul Retailleau; род. 20 ноября 1960, Шоле) — французский политический и государственный деятель. Государственный министр, министр внутренних дел (с 2024 года).

## Биография
С 1977 года работал в тематическом парке аттракционов Пюи-дю-Фу, в 1985 году получил высшее экономическое образование в парижском Институте политических исследований. До 1994 года работал в организациях, созданных Филиппом де Вилье — сначала на радиостанции Alouette, затем в школе Sciencescom.
В 1988 году избран в генеральный совет департамента Вандея, в 1994 году стал заместителем его председателя.
В 1994—1997 году являлся депутатом Национального собрания Франции от Вандеи, без выборов заместив Филиппа де Вилье, избранного в Европейский парламент.
С 1998 по 2004 год — депутат регионального совета Земель Луары, до 2002 года являлся третьим заместителем его председателя Франсуа Фийона.
В 2004 году избран в Сенат Франции от Вандеи. К 2010 году отношения Ретайо с де Вилье осложнились, он покинул Движение за Францию и в 2012 году вступил в Союз за народное движение, став соратником Николя Саркози. В 2014 году возглавил партийную фракцию в Сенате, позднее в том же году вновь избран в региональный совет Земель Луары.
30 ноября 2010 года избран председателем генерального совета департамента Вандея после отставки 30 сентября Филиппа де Вилье, занимавшего этот пост в течение 22 лет (при этом Ретайо победил кандидата Движения за Францию).
18 декабря 2015 года, будучи членом партии «Республиканцы», избран председателем регионального совета Земель Луары.
В 2017 году участвовал в президентской кампании Франсуа Фийона.
19 ноября 2017 года сменил Фийона в должности руководителя аналитического центра «Республиканская сила».
21 сентября 2024 года получил портфель министра внутренних дел при формировании правительства Барнье.
23 декабря 2024 года при формировании правительства Байру назначен министром внутренних дел в ранге государственного министра.
18 мая 2025 года избран председателем партии «Республиканцы», уверенно победив с результатом 74 % лидера партийной фракции в Национальном собрании Лорана Вокье.

## Личная жизнь
Женат, отец троих детей.